# Augustin Théodule Ribot
Augustin Théodule Ribot (* 8. August 1823 in Saint-Nicolas-d’Attez [heute: Sainte-Marie-d’Attez], Département Eure; † 11. September 1891 in Colombes, Département Hauts-de-Seine) war ein französischer Maler.

## Leben
Ribot war der einzige Sohn seiner Eltern. Als sein Vater starb, war er erst 17 Jahre alt und musste für seine Mutter und die Schwestern sorgen. Daher nahm er eine Stellung als Buchhalter in einer Tuchwarenhandlung an, obwohl er sich bereits als Kind sehr für die Malerei interessiert hatte. Im Jahr 1845 ging er nach Paris, nachdem er zuvor geheiratet hatte. Aus dieser Ehe stammte sein Sohn Germain Théodule Clément Ribot (1845–1893), den er später ausbildete. In Paris wurde er Schüler bei Auguste-Barthélémy Glaize. Er verdiente sich seinen Unterhalt zunächst durch die Fertigung und Verzierung kunsthandwerklicher Gegenstände, ehe er 1848 für einen Unternehmer nach Algerien reiste, um dort einige Arbeiten für diesen auszuführen. Dort blieb er bis 1851. Als er nach Paris zurückgekehrt war, nahm er erneut Gelegenheitsarbeiten an und stellte Kopien und Dekorationen her. Er bildete sich selbst weiter, indem er nachts im Schein einer Lampe Küchen- und Genreszenen oder Stillleben malte. Dabei ließ er sich durch Jean Siméon Chardin beeinflussen.
Als er einige seiner Werke im Atelier von François Bonvin präsentierte, erhielt er mehr Aufmerksamkeit. 1861 durfte er erstmals mit einem Gemälde am Salon de Paris teilnehmen, was seine Bekanntheit erhöhte und zu einer gesteigerten Nachfrage und einigen Auszeichnungen (1864, 1865 und 1878, zusätzlich Aufnahme in die Ehrenlegio) führte. 1865 begann er sich mit dem Heiligen Sebastian auch der Historienmalerei zuzuwenden.
Ribot war dafür bekannt, dass er die Figuren aus dem Dunkel besonders hell hervorhob, ähnlich wie Jusepe de Ribera (1588–1656) und Michelangelo Merisi da Caravaggio (1573–1610). Er setzte geschickt Lichteffekte in seiner Malerei ein.
Die meisten Werke sind im Musée municipal in Colombes zu sehen, ansonsten über Museen, Galerien und Privatsammlungen international verstreut.

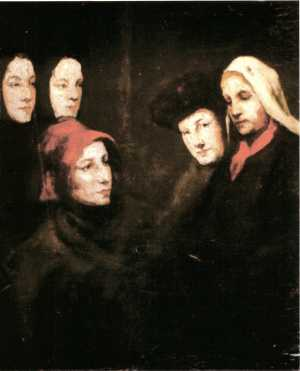
Drama von Shakespeare

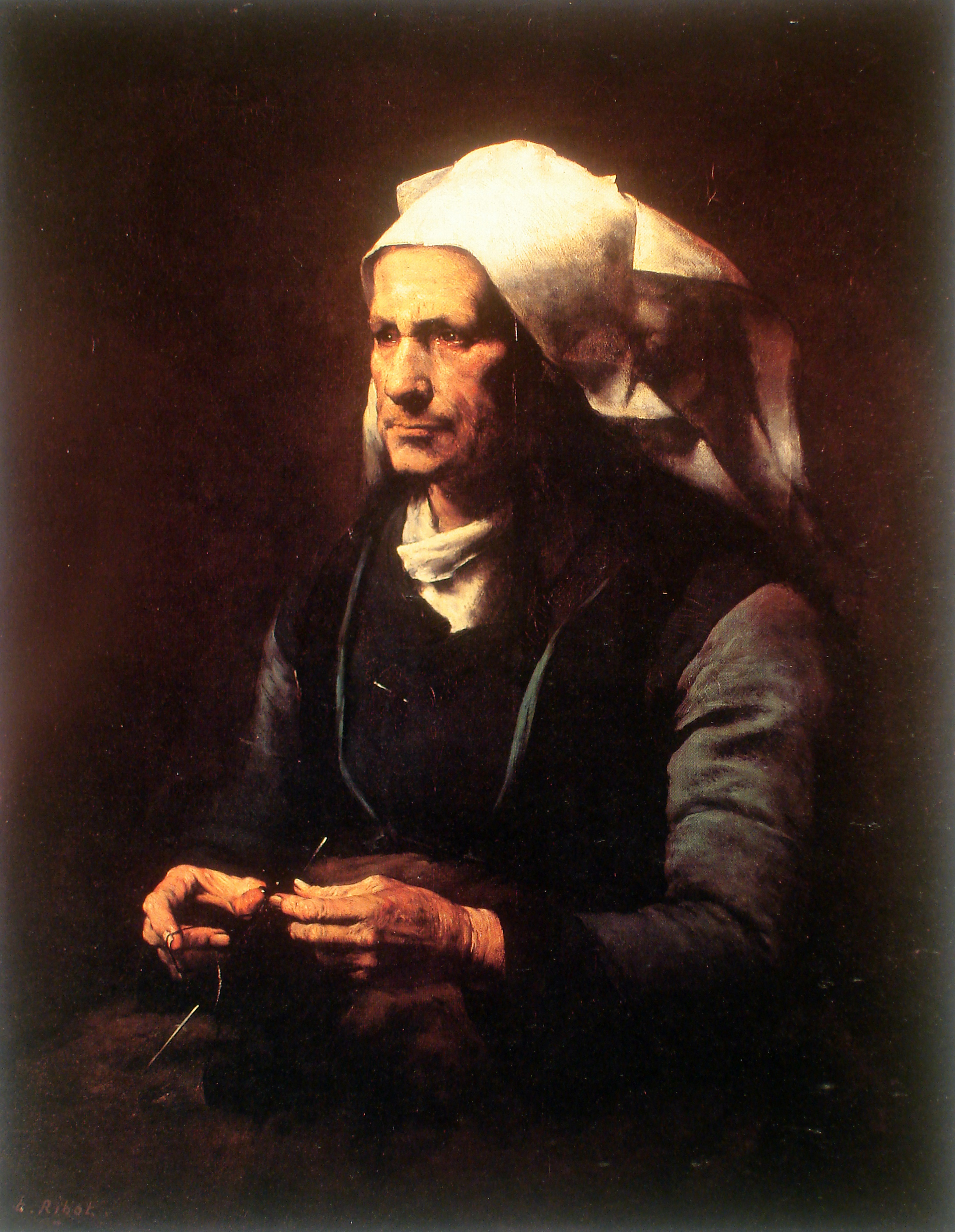
Anciana bretona.

## Werke
- L’Intérieur de cuisine (Kücheninneres), Pariser Salon 1861, Louvre
- La ravaudeuse (Die Flickerin), Louvre
- Martyre de Saint Sebastién (Martyrium des Hl. Sebastian), 97 × 130 cm, 1865, Auktion 1879, Louvre
- Jesus unter den Schriftgelehrten, 255 × 180 cm, Nationalmuseum Luxemburg
- In der Bourgogne, Wiener Auktion, 1869
- Le samaritain compatissant (Der barmherzige Samariter), 112 × 145 cm, Nationalmuseum Luxemburg, Pariser Salon 1870, Wiener Auktion 1873, Stockholm
- Drama von Shakespeare mit 3 Personen und zwei Masken, 55 × 45 cm, 1928 Auktion Paris, Privatsammlung
- Le Chasseur, 93 × 74 cm, Paris Bernheim-Jeune 1887, Sotheby’s 1992
- Portrait de femmes Bretonnes de Plougastel, 92 × 73 cm, Collection Santmarina, Simon Pereyra Iraola
- Junger Hirte, Österreichische Galerie Belvedere Wien
- Conversation
- Alter Fischer in Trouville, Auktion 1879
- La Recette, 1865, Marseille
- A Bed of Chrysanthemums, The Cook, Johnson Collection Philadelphia
- Le cuisinier comptable, 1862, Marseille
- The Ministrel
- Scène d’Interieur, La Rochelle
- La charbonnière, Besançon
- La leçon de géographie, Evreux
- Das Atelier
- Les Philosophes, Saint-Omer
- Vieille dame, Boston
- Portrait de Femme, Lyon
- La gourde vide (Die leere Flasche), 1876/1881, Städel, Frankfurt am Main.
- Der Bettler mit Tochter, Dresden Auktion 1889
- Der alte Schiffskapitän Auktion 1891
- Vieille femme, Grenoble
- Les titres de famille, Reims
- Jeune cuisinier, Reims
- Scène de cuisine, Reims
- Le supplice d'Alonco Cano, Nizza
- La leçon de musique, Chicago
- Tête de petite paysanne, Genf
- La fillette en gris, Petit Palais Paris
- Portrait d’homme, Petit Palais Paris
- Der Farbenreiber, Auktion 1891
- Im Laden des Antiquitätenhändlers, es ist eines der letzten Ribot-Gemälde von der Stadt Paris aus seinem Nachlass erworben.